# Cuadrángulo Margaritifer Sinus

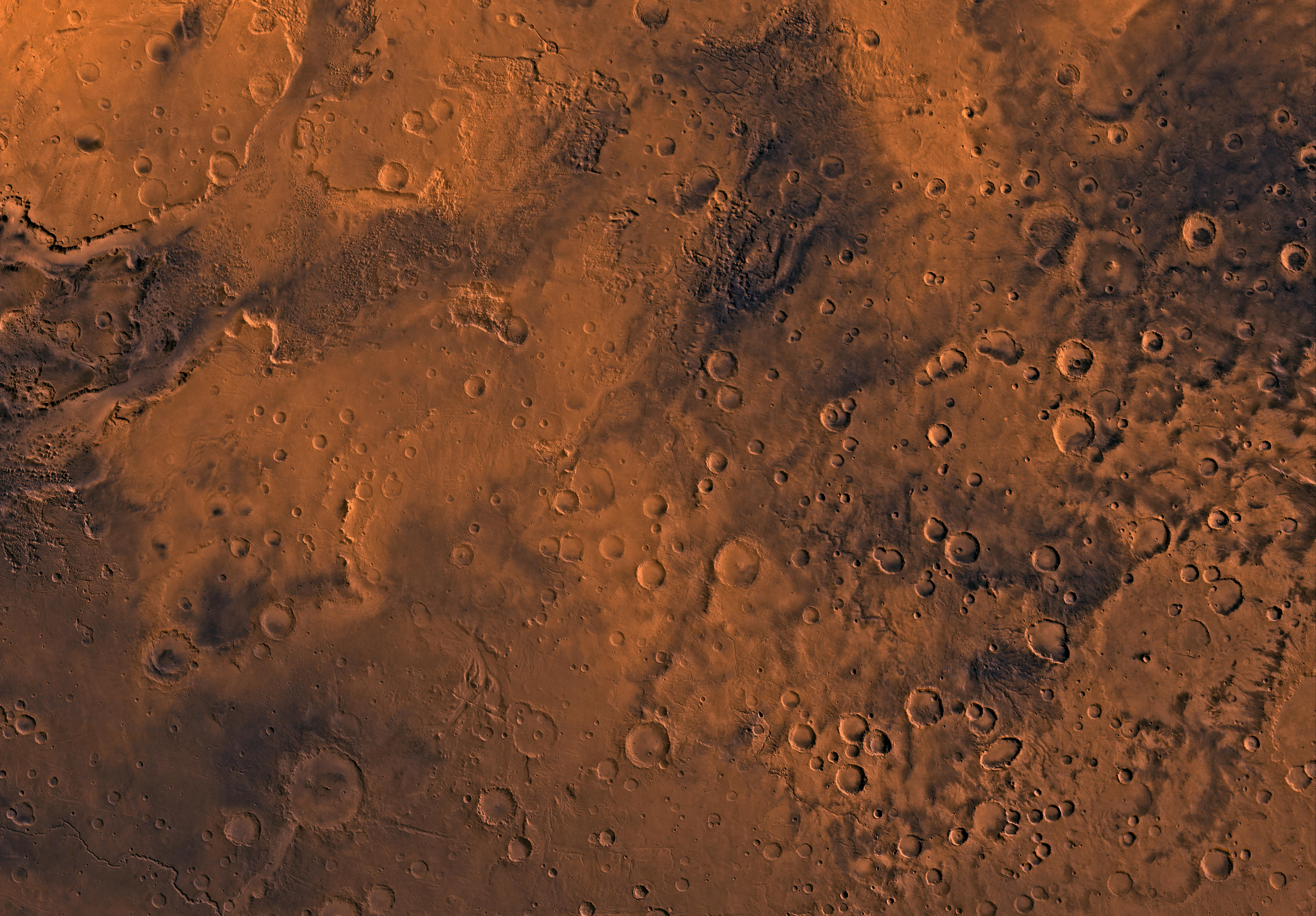
Imagen del Cuadrángulo del Seno Margaritifer (MC-19). La mayor parte de la región contiene tierras altas llenas de cráteres, marcadas con grandes extensiones de terreno caótico. En la parte noroeste, la principal zona de grietas de Valles Marineris se conecta con un amplio cañón lleno de terreno caótico.

El cuadrángulo Margaritifer Sinus es uno de una serie de 30 mapas cuadrangulares de Marte utilizados por el Programa de Investigación de Astrogeología del Servicio Geológico de los Estados Unidos (USGS). El cuadrilátero Margaritifer Sinus también se conoce como MC-19 (Mars Chart-19). El cuadrilátero Margaritifer Sinus cubre el área de 0° a 45° de longitud oeste y de 0° a 30° de latitud sur en Marte. El cuadrilátero Margaritifer Sinus contiene Margaritifer Terra y partes de Xanthe Terra, Noachis Terra, Arabia Terra y Meridiani Planum.
El nombre de este cuadrilátero significa "bahía de la perla" en honor a la costa de la perla en el cabo Comorin en el sur de la India.
Este cuadrilátero muestra muchos signos de agua pasada con evidencia de lagos, deltas, ríos antiguos, canales invertidos y regiones caóticas que liberaron agua. Margaritifer Sinus contiene algunos de los sistemas de cadenas de lagos más largos de Marte, quizás debido a un clima más húmedo, más agua subterránea o algo de cada factor. El sistema de cadenas lacustres Samara/Himera tiene unos 1800 km de largo; la red Parara/Valle del Loira y el sistema de cadenas lacustres tiene una longitud de unos 1100 km. Se cree que una zona baja entre Paraná Valles y Loire Vallis alguna vez tuvo un lago. El cráter Holden de 154 km de diámetro también tuvo una vez un lago. Cerca del cráter Holden hay un graben, llamado Erythraea Fossa, que alguna vez tuvo una cadena de tres lagos.
Esta región contiene abundantes sedimentos arcillosos de la era de Noeico. Los estudios espectrales con CRISM mostraron filosilicatos de Fe/Mg, un tipo de arcilla. Los materiales biológicos se pueden conservar en arcilla. Se cree que esta arcilla se formó en agua con pH casi neutro. La arcilla no se mezcló con sulfatos que se forman en condiciones ácidas. Probablemente es más probable que se forme vida en condiciones de pH neutro.
Esta región de Marte es famosa porque el Opportunity Rover aterrizó allí el 25 de enero de 2004, a 1,94°S y 354,47°E (5,53°W). La NASA declaró finalizada la misión en una conferencia de prensa el 13 de febrero de 2019. Esta misión duró casi 15 años. El Mars 6 de Rusia se estrelló en el cuadrilátero Margaritifer Sinus a 23,9 S y 19,42 W.